# Gaetano Michetti
Dom Gaetano Michetti (Corridonia, Itália, 5 de março de 1922 — Corridonia, 13 de dezembro 2007) foi um bispo católico italiano, da diocese de Pesaro.

## Biografia
Nascido em Corridonia, em 1893, estudou no seminário diocesano de Fermo e foi ordenado padre em 1948; foi professor de direito canónico e teologia moral. Foi consagrado bispo-auxiliar de Fermo em 15 de agosto de 1961 por dom  Norberto Perini. Participou durante todas as quatro sessões do Concílio Vaticano II.
Em 7 de julho de 1973 foi nomeado bispo-coadjutor da diocese de Pesaro, e tomou posse como bispo residencial quando dom Luis Carlos Borromeo morreu, em 4 de julho de 1975.
Administrou a diocese até 3 de janeiro de 1998, quando retirou-se por limite de idade. Retirou-se em Corridonia, onde morreu em 13 de dezembro de 2007.